# Lindsaea madagascariensis
Lindsaea madagascariensis là một loài thực vật có mạch trong họ Dennstaedtiaceae. Loài này được Baker mô tả khoa học đầu tiên năm 1877.